# Promession
Promession ist eine neu entwickelte Bestattungsmethode durch Gefriertrocknen und anschließendes Kompostieren des Granulats.

## Begriffe
Die Begriffe Promession für das Verfahren und Promator für die Anlage haben keine beschreibende Bedeutung, sondern sind Kunstwörter. Sie beziehen sich auf den lateinischen Begriff promessum (Versprechen, Verheißung), der in vielen Sprachen als ähnlich klingendes Lehnwort bekannt ist.

## Geschichte
Die Gefriertrocknung als Bestattungsmethode meldete 1978 der Chemielehrer Philip Backman aus Eugene, Oregon, zum Patent an. Auf die Kombination mit Zerrütteln und Kompostierung erhielt die schwedische Biologin Susanne Wiigh-Mäsak 1999 in Schweden ein Patent. Das Verfahren wurde unter Führung der Promessa Organic AB in Nösund (Schweden) weiterentwickelt und 2002 in 36 Ländern patentiert. Die Patente wurden in die Promessa United AG eingebracht, 2006 zusammen mit der Hamburger Unternehmensberatung MOM United Consultants und der Firma Ollerup Investor gegründet.
Zu der Zeit sah bereits das niedersächsische Bestattungsgesetz eine ministerielle Verordnung vor, das Verfahren zuzulassen, so es denn realisiert wird.
In Schweden, wo 80 % der Toten feuerbestattet werden und Wiigh-Mäsak organisierten Widerstand argwöhnte, scheiterte eine Stiftung zum Betrieb eines Friedhofs und Bau eines Promators finanziell. Der hinter Promessa UK stehende Glenn Mitchell erwarb aus der Insolvenzmasse alle Rechte und Vermögenswerte für 400.000 Kronen.
Die Website der Promessa Organic AB lässt noch 2019 Geschäftstätigkeit erkennen in den Bereichen Franchising an nationale Repräsentanten und die Schulung von Interessenten.

## Verfahren
Die Promession beschleunigt die Verwesung, also die Umwandlung von organischen zu anorganischen Substanzen, durch vorheriges kryotechnisches Granulieren und Trocknen der Leiche.
Die Leiche wird auf −18 °C vorgekühlt in die Promator genannte Vorrichtung gegeben und dort mit flüssigem Stickstoffbad auf −196 °C gebracht. Der Körper ist dann so spröde, dass Gewebe und Knochen durch Vibrationen zu einem feinen, geruchlosen Granulat zerkleinert werden können. Diesem wird durch anschließende Gefriertrocknung das Wasser entzogen, so dass nur noch ca. 30 % des ursprünglichen Körpergewichts verbleiben. Zahnfüllungen, Kronen und Implantate bleiben intakt und werden ausgesiebt. Das Granulat wird anschließend in eine kompostierbare Urne gefüllt und in etwa 50 cm Tiefe bestattet. Innerhalb eines Zeitraumes von 6 bis 12 Monaten wird beides in Humus umgewandelt.